# Jean-Claude Depince
Jean-Claude Depince (pseudonim: Dépnic, ur. 22 lutego 1947 roku, zm. 17 listopada 1988 roku) – francuski kierowca wyścigowy.

## Kariera
Depince rozpoczął karierę w międzynarodowych wyścigach samochodowych w 1972 roku od startu w klasie GT 24-godzinnego wyścigu Le Mans, którego jednak nie ukończył. Rok później w klasie GT +5.0 uplasował się na drugiej pozycji, a w klasyfikacji generalnej był osiemnasty. W sezonie 1974 odniósł zwycięstwo w 24-godzinnym wyścigu Le Mans w klasie T.